# (210292) Mayongsheng
(210292) Mayongsheng est un astéroïde de la ceinture principale.

## Description
(210292) Mayongsheng est un astéroïde de la ceinture principale. Il fut découvert le 6 octobre 2007 à XuYi par le programme de relevé astronomique d'objets géocroiseurs de l'observatoire de la Montagne Pourpre (PMO NEO). Il présente une orbite caractérisée par un demi-grand axe de 2,76 UA, une excentricité de 0,09 et une inclinaison de 8,1° par rapport à l'écliptique.